# Milton (Floryda)
Milton – miasto w Stanach Zjednoczonych, w stanie Floryda, siedziba administracyjna hrabstwa Santa Rosa.